# Juan Gutiérrez Moreno
Juan Gutiérrez Moreno (Cádiz, 1976. július 23. –) spanyol válogatott labdarúgó.
Tagja volt a 2008-ban Európa-bajnokságot nyert spanyol válogatott keretének.

## Sikerei, díjai
Spanyolország
- Európa-bajnok (1): 2008

Atlético Madrid
- Európa-liga győztes (1): 2009–10
- UEFA-szuperkupa győztes (1): 2010
- Spanyol kupadöntős (1): 2009–10

Real Betis
- Spanyol kupagyőztes (1): 2004–05